# Al-Qubeir
Al-Qubeir (tiếng Ả Rập: القبير; cũng được gọi là Mazraat al-Qubeir, Qubair, Qubayr, al-Qubayr và al-Kubeir trong các báo cáo tin tức khác nhau) là một khu định cư ở tỉnh Hama của Syria, gần ngôi làng lớn hơn Maarzaf. Al-Qubeir được mô tả là một vùng đất canh tác của người Sunni được bao quanh bởi các làng Alawite ở tỉnh miền trung Hama.
Al-Qubeir cách thành phố Hama khoảng 20 km về phía tây với khoảng 30 ngôi nhà và có khoảng 160 cư dân. Các báo cáo của BBC News đã mô tả al-Qubeir là "chỉ một vài tòa nhà mái bằng một tầng đặt giữa cánh đồng ngô vàng"  và có "ít hơn 30 ngôi nhà".
Thỏa thuận giải quyết được chú ý trên toàn cầu vào năm 2012 khi địa điểm xảy ra vụ thảm sát al-Qubeir.